# Gish (album)
Pour les articles homonymes, voir Gish.
Albums de The Smashing Pumpkins
Siamese Dream
(1993)
Gish est le premier album studio des Smashing Pumpkins, sorti le 28 mai 1991.
L'album sera bien accueilli par les critiques qui le décrivent comme « Le début d'une ère nouvelle », mais son succès commercial restera minime vis-à-vis du grand public. Néanmoins, le groupe se forge déjà un petit public en dehors de la région de Chicago.

## Liste des pistes
1. I Am One – 4:06
2. Siva – 4:19
3. Rhinoceros – 6:30
4. Bury Me – 4:46
5. Crush – 3:33
6. Suffer – 5:08
7. Snail – 5:08
8. Tristessa – 3:32
9. Window Paine – 5:49
10. Daydream – 3:05

À 2:07 de Daydream apparaît le morceau caché I'm Going Crazy.